# TC神鋼不動産
TC神鋼不動産株式会社（ティーシーしんこうふどうさん）は、神戸市中央区に本社を置く不動産会社。

## 概要
神戸製鋼所の不動産子会社として設立された。2018年7月1日に株式の一部譲渡により、東京センチュリーの子会社、神戸製鋼所の持分法適用関連会社となった。
不動産賃貸業の他、「ジークレフ（G-clef）」シリーズの分譲マンション開発などを行っている。

## 沿革
神鋼興産
- 1959年（昭和34年）6月25日 - 神戸製鋼所が大阪市東区（現 中央区）に太平ビルディング株式会社を設立。
- 1963年（昭和38年）10月[4] - 神鋼興産株式会社に商号変更。
- 1975年（昭和50年） - 本社を神戸市に移転。
- 1994年（平成6年）2月 - 大阪証券取引所第2部に上場。
- 2000年（平成12年）3月 - 東京証券取引所第2部に上場。
- 2002年（平成14年）3月1日 - 上場廃止[5]、神戸製鋼所に吸収合併され、神戸製鋼所の「不動産カンパニー」となる[6][7]。

コベルコ開発→神鋼不動産→TC神鋼不動産
- 2002年（平成14年）3月1日 - 神戸臨海開発株式会社（神戸製鋼所100％子会社）がオーズタウン開発株式会社（神戸製鋼所100％子会社）を吸収合併し、コベルコ開発株式会社に商号変更。
- 2005年（平成17年）10月1日 - 神戸製鋼所の不動産部門を会社分割し、神戸製鋼所の100%出資子会社であるコベルコ開発株式会社に承継し、神鋼不動産株式会社に商号変更[8][9]。
- 2018年（平成30年）7月1日 - 神戸製鋼所が当社株式の70%を東京センチュリー、5%を日本土地建物（現 中央日本土地建物）に譲渡。東京センチュリーの子会社化[10]。
- 2022年（令和4年）4月1日 - TC神鋼不動産株式会社に商号変更[11]。

## 主な物件
- 淀屋橋スクエア - 大阪市中央区北浜2丁目6番18号
- 神戸製鋼所本社ビル - 神戸市中央区脇浜海岸通2丁目2-4
- TC神鋼不動産脇浜ビル - 神戸市中央区脇浜町2丁目8-20
- イオン明石ショッピングセンター - 兵庫県明石市大久保町ゆりのき通3丁目
- ピアドゥ - 青森県八戸市沼館4丁目

## グループ会社
- TC神鋼不動産建設株式会社（旧 神鋼興産建設株式会社[12]）
- TC神鋼不動産サービス株式会社（旧 神鋼不動産ジークレフサービス株式会社。神鋼不動産ビルマネジメントサービス株式会社を吸収合併[13]）
- 八戸臨海開発株式会社 - ピアドゥの運営管理